# Varanus reisingeri
Varanus reisingeri es una especie de escamoso de la familia Varanidae.

## Distribución geográfica
Es endémica de la isla de Misool, en las islas Raja Ampat (Indonesia).